# Irmeli Leskinen
Irmeli Leskinen (* 1. Dezember 1957) ist eine ehemalige finnische Fußballspielerin.

## Karriere

### Verein
Leskinen spielte im Seniorinnenbereich für den in Kemi in der Provinz Lappland ansässigen Into Kemi in der Suomen mestaruussarja (SM-sarja), der unter diesem Namen seinerzeit höchsten Spielklasse im finnischen Frauenfußball. Während ihrer Vereinszugehörigkeit gewann sie mit dem Verein, der im Jahr 1907 als Sport- und Gymnastikverein der unter der Leitung des Finnischen Arbeitersportverbandes seine Wurzeln hatte, 1977 die Meisterschaft und 1982 den nationalen Vereinspokal, der mit dem 2:1-Finalsieg über Turun Pyrkivä aus Turku errungen werden konnte.

### Nationalmannschaft
Leskinen bestritt in sechs Jahren 22 Länderspiele für den SPL. Ihr Debüt in der Nationalmannschaft gab sie am 8. Juli 1977 in Mariehamn im ersten Spiel bei ihrer Teilnahme am Turnier um die Nordische Meisterschaft, dass gegen die Nationalmannschaft Schwedens mit 0:4 verloren wurde. Auch ihr zweites Turnierspiel zwei Tage später am selben Ort wurde – gegen die Nationalmannschaft Dänemarks mit 0:1 – verloren. Im Turnier 1978 wurde sie an drei Tagen in Folge in allen drei Spielen eingesetzt. Der einzige Sieg gelang auch mit dem einziges Tor im Turnier – Tuula Okkola traf in der 48. Minute zum Sieg im letzten Gruppenspiel gegen die Nationalmannschaft Norwegens. Ihr erstes Länderspieltor gelang ihr am 5. Juli 1979 in Oslo im ersten ihrer drei Spiele bei ihrer dritten Teilnahme am Turnier um die Nordische Meisterschaft mit dem 1:0-Siegtreffer in der 45. Minute über die Nationalmannschaft Norwegens. Darüber hinaus kam sie am 19. und 21. Juli 1979 in zwei Gruppenspielen der inoffiziellen Europameisterschaft bei der 1:3-Niederlage gegen die Nationalmannschaft Englands in Neapel und beim 1:1-Unentschieden gegen die Schweizer Nationalmannschaft in Scafati zum Einsatz. In den Spieljahren 1980 bis 1982 kam sie in jeweils drei Turnierspielen um die Nordische Meisterschaft zum Einsatz, in denen ihr am 11. Juli 1980 im zweiten Turnierspiel beim 1:1 gegen die Nationalmannschaft Dänemarks mit dem Treffer zum 1:0 in der 45. Minute ihr zweites Länderspieltor gelang. Ein am 27. Mai 1981 in Iisalmi mit 2:1 gegen die Schweizer Nationalmannschaft gewonnenes Freundschaftsspiel sowie (ihre ersten) beiden Spiele der EM-Qualifikationsgruppe 1 am 18. August (0:6 vs. Schweden) und 15. September 1982 (0:3 vs. Norwegen) beendeten ihre Länderspielkarriere.

## Erfolge
- Finnischer Meister 1977
- Finnischer Pokal-Sieger 1982